# Saint-Paulien
Saint-Paulien település Franciaországban, Haute-Loire megyében. Lakosainak száma 2419 fő (2022. január 1.). Saint-Paulien Blanzac, Borne, Céaux-d’Allègre, Lavoûte-sur-Loire, Lissac, Loudes, Polignac, Saint-Geneys-près-Saint-Paulien, Saint-Vidal és Saint-Vincent községekkel határos.

## Népesség
A település népessége az elmúlt években az alábbi módon változott:
| Lakosok száma | 1736 | 1822 | 1872 | 2182 | 2406 | 2402 | 2416 | 2435 | 2428 | 2419 |
|               | 1968 | 1982 | 1990 | 2006 | 2013 | 2015 | 2017 | 2019 | 2020 | 2022 |